# Léon Théodor
Léon Théodor (Tirlemont, 10 mars 1853 - Bruxelles, 9 juin 1934) est un avocat et un homme politique belge. Il a été brièvement ministre de la Justice en 1925.

## Biographie
Louis Léon Théodor né à Tirlemont le 10 mars 1853 est le fils d'Hubert Théodor, secrétaire communal, et de Marie Octavie Tomsin. Il épouse Rosine Larivière le 30 mai 1882 à Paris.
Docteur en droit de l'Université de Gand en 1876, Léon Théodor s'inscrit comme avocat au barreau de Bruxelles. Élu bâtonnier en 1912, il est réélu au mois de juillet 1914. Il exercera la fonction de bâtonnier jusqu'au mois de septembre 1915.
Pendant la Première Guerre mondiale, il défend courageusement l'indépendance des avocats vis-à-vis des exigences allemandes quant au contrôle de la justice belge. Il est pour cette raison déporté en Allemagne le 1er septembre 1915 à Gütersloh en Westphalie. Il est libéré le 21 mars 1916 pour raison de santé. Il passe d'abord en Suisse puis en Italie et en France.
Parallèlement à sa carrière d'avocat, il s'engage en politique. Cofondateur de la Fédération des Nationaux Indépendants, il est élu comme député indépendant de l'arrondissement de Bruxelles de 1894 à 1900. À nouveau élu en 1910, cette fois sur les listes du Parti catholique, il reste député jusqu'en 1919. Du 13 mai au 17 juin 1925, en tant qu'extra-parlementaire, Théodor est ministre de la Justice et ministre des Arts et des Sciences au sein du bref gouvernement Aloys Van de Vyvere.
À la suite de son décès à Bruxelles le 9 juin 1934, ses funérailles sont célébrées en la cathédrale Saints-Michel-et-Gudule de Bruxelles et il est inhumé au cimetière de Laeken.

## Distinctions
- Grand officier de l'ordre de Léopold avec lisérés d'or.
- Grand officier de la Légion d'honneur (France).
- Grand cordon de l'ordre du Nil (Égypte).
- Commandeur de l'ordre des Saints-Maurice-et-Lazare.

## Publications
- La réforme électorale, Bruxelles, 1899.
- Lettres et plaidoiries du bâtonnier de l'ordre des avocats près la Cour d'appel de Bruxelles, 1914.
- Lettre de M. Théodor, bâtonnier de l'Ordre des avocats, député de Bruxelles, à son Excellence M. von Bissing, colonel général, gouverneur allemand de la Belgique, 17 février 1915, 1915.